# Franz Schwarzwälder
Franz Schwarzwälder (* 11. Dezember 1949 in Neustadt an der Haardt) ist ein ehemaliger deutscher Fußballspieler. Der frühere Torhüter arbeitet seit 1998 in Thailand und war dort unter anderem Assistenztrainer der Nationalmannschaft.

## Spielerkarriere
Der in Hambach an der Weinstraße aufgewachsene Schwarzwälder kam 1968 vom 1. FC Hambach zum Südwest-Regionalligisten SV Alsenborn. Am 4. Spieltag der Saison 1968/69 gab er für Alsenborn gegen Saar 05 Saarbrücken sein Ligadebüt und löste Manfred Krei im Tor des SVA ab. Am Saisonende nahm man als Meister an der Aufstiegsrunde zur Bundesliga teil, in der man einen Punkt hinter Aufsteiger Rot-Weiß Oberhausen den 3. Platz belegte. Im Laufe der Saison 1969/70 verunglückte Schwarzwälder bei einem unverschuldeten Autounfall schwer und lag 17 Wochen im Krankenhaus. Sein geplanter Wechsel zum 1. FC Kaiserslautern platzte dadurch und auch an den Spielen der Aufstiegsrunde 1970 konnte er nicht teilnehmen, bei denen Alsenborn am Ende erneut mit Rang 3 den Bundesligaaufstieg verfehlte.
Trotz Minderung der Sehschärfe des rechten Auges konnte er auf den Fußballplatz zurückkehren und wurde 1971 von Auswahltrainer Jupp Derwall zu mindestens drei Qualifikationspartien der U-23-Auswahl im Rahmen der U-23-Fußball-Europameisterschaft 1972 berufen. Zu einem Einsatz reichte es allerdings nicht. In den letzten drei Runden der alten zweitklassigen Fußball-Regionalliga Südwest, 1971/72 bis 1973/74, bestritt er alle 90 Ligaspiele für Alsenborn. Zur Debütsaison der neu eingeführten 2. Fußball-Bundesliga, 1974/75, wechselte er dann zum 1. FC Nürnberg. Sein Wechsel zu den Franken stand bereits fest bevor dem SV Alsenborn unter kontroversen Umständen die Lizenz für die neu gegründete 2. Bundesliga verweigert wurde.
1976 erreichte er mit Nürnberg durch Platz 2 in der 2. Bundesliga Süd die Aufstieg-Playoffs gegen Borussia Dortmund, den Zweitplatzierten der Nord-Staffel. Mit 0:1 und 2:3 hatte man dabei das Nachsehen und unmittelbar nach dem Rückspiel wurde ihm von Nürnberger Seite „wegen Verstoßes gegen seinen Lizenzspielervertrag“ fristlos gekündigt.
Mit dem Amateurligisten Hassia Bingen fand er einen neuen Verein, bei dem er unter seinem Alsenborner Mannschaftskameraden Fritz Fuchs spielte. Der angepeilte Aufstieg in die 2. Bundesliga wurde mehrfach deutlich verpasst, am knappsten war es 1977, als man erst im Entscheidungsspiel um die Teilnahme an der Aufstiegsrunde Wormatia Worms unterlag. 1980 wechselte er zum 1. FSV Mainz 05. Eine schwere Muskelverletzung zwang ihn zu einer 10-monatigen Pause. 1981 wurde er mit Mainz Meister der Amateur-Oberliga Südwest. Trainer Herbert Dörenberg hatte ihn in drei Ligaspielen eingesetzt. In seinem letzten Jahr im überregionalen Fußball gewann Mainz 1982 den Südwestpokal und die Deutsche Amateurmeisterschaft, bei beiden Wettbewerben blieb Schwarzwälder aber ohne Einsatz. In der Oberliga hatte er in den zehn ersten Spielen das Tor der Nullfünfer gehütet.

## Nach der aktiven Karriere
Im Anschluss an seine Karriere wurde Schwarzwälder Berufsschullehrer in Kaiserslautern und erwarb die DFB-Fußballlehrerlizenz. Er hatte nach eigenen Angaben fußballerische Engagements in Tunesien, auf Kreta, in der Türkei und im Senegal.
Im Jahre 1997 entschloss er sich bei einem Urlaub in Thailand, auszuwandern und wurde dort 1998 sesshaft. Neben einer dreijährigen Anstellung als Direktor der Franz Beckenbauer Football Academy in Bangkok arbeitete er auch als U17-Headcoach und U19- und U20-Torwarttrainer der thailändischen Nationalmannschaften.
Von 2007 bis 2010 arbeitete Schwarzwälder als Deutschlehrer am Assumption College Si Racha und betreute die dortige U18-Fußball-Auswahl, die einen Großteil der thailändischen Auswahlspieler stellt. Des Weiteren war er Torwarttrainer des Erstligisten FC Chonburi. Bis heute (2019) arbeitete er bei verschiedenen Clubs der League 1 (TPL) als Torwarttrainer (u. a. bei Chiang Rai Utd) oder als Headcoach (Songkhla United).